# Rayderley Zapata
Rayderley Zapata, född 26 maj 1993 i Dominikanska republiken, är en spansk gymnast.

## Karriär
Vid sommar-OS 2020 tog Zapata silver i fristående. Vid VM 2015 tog han brons i samma disciplin.